# Ваншельбойм, Эрик Витальевич
Эрик Витальевич Ваншельбойм (укр. Ерік Віталійович Ваншельбойм; род. 15 июля 2001, Сараево, Босния и Герцеговина) — профессиональный теннисист, который представляет Украину, но ведет спортивную карьеру за границей, тренируется в Аликанте (Испания) совместно с главным тренером — Руне Томсен (Дания). По состоянию на сентябрь 2019 года он занимает 15-е место в неофициальном мировом рейтинге ATP среди тех, кто родился в или после 2001 года ATP Singles ranking — 699.

## Биография
2019 — ...
- В сентябре Эрик был приглашен играть за сборную Украины на Кубке Дэвиса против Венгрии
- Сыграл 10 турниров в серии PRO (одна победа, 3 четвертьфинала, 2 полуфинала) и поднялся с начала года с 1472-го на 705-e место в мировом рейтинге ATP[2]
- Эрик сыграл на всех четырех турнирах серии Большого шлема среди юниоров. Прошел во второй раунд в Ролан Гаррос и Уимблдонe. Дошел до ½ финалa в Ролан Гаррос в парном разряде[3]
- Выиграл турнир первой категории в Казани, Россия — неофициальный чемпионат СНГ на твердом покрытии
- Закончил играть в юниорах в начале года с рейтингом #35 в мире (март, 2019)
- В январе выиграл первый турнир года среди профессионалов в Аннинге (Китай). Стал первым в мире 17-летним теннисистом, который выиграл профессиональный турнир со второй попытки[4]

2018—2017 
- Сыграл в зимних и летних чемпионатах Европы за юниорскую сборную Украины
- Переехал в Аликанте (Испания)
- Выиграл первые 8 трофеев в ITF среди юниоров[1]
- В октябре 2018 сыграл на своем первом профессиональном турнире в Анталии (Турция). Прошел через 3 тура квалификации и дошел до ¼ финала в основной сетке, набрав свои первые очки в зачет рейтинга АТР[2]
- Подписал контракты с Bidi Badu Архивная копия от 2 июля 2019 на Wayback Machine i Yonex

2016—2015 
- Завершил участие в турнирах Tennis Europe с рейтингом #3 в Европе
- Поднял свои позиции в рейтинге ITF среди юниоров[1]

2014—2013
- Начал получать первые трофеи в Tennis Europe и сыграл первые матчи в ITF среди юниоров[1]

2012—2011
- Поднял свои позиции до № 2 в национальном рейтинге U-12 и начал играть в турнирах Tennis Europe

2010—2009
- В возрасте неполных 9 лет начал играть в датских турнирах U-12 и быстро поднялся в датском национальном рейтинге
- Выиграл несколько турниров в ближнем зарубежье
- В 2010 году сыграл в двух самых крупных мировых турнирах U-10: в Smrikva Bowl (Хорватия) и Little Mo (США). В Хорватии Эрик проиграл во втором раунде, а во Флориде — дошел до финала в одиночном разряде и выиграл в парном и смешанном парном разрядах
- В возрасте неполных 10 лет получил свое первое спонсорство от бренда Prince

2008—2006 
- Вернулся в Данию
- В возрасте 7-ми лет начал заниматься теннисом

2006—2005 
- Проживал в США
- Начал успешно заниматься таэквондо́

2005—2001 
- Проживал в Дании

## Семья
Эрик из семьи дипломатов, которые проживают за границей с 1997 года. Его родители оба из Украины. Отец Эрика, Виталий Ваншельбойм — работает с 2006 года на должности помощникa генерального секретаря ООН. Родился Эрик в Сараево, а когда ему было несколько месяцев, семья переехала в Данию по работе отца. Большую часть своей жизни он прожил в Копенгагене (Дания) и только в 16 лет переехал вместе с тренером в Испанию, где на данный момент и тренируется (Аликанте). У Эрика есть старший брат Ален (1994) и младший брат Эмиль (2011). За свои 18 лет Эрик посетил много стран, что помогло ему выучить сразу несколько языков.

## Ключевые события
- В октябре 2018 года Эрик стал профессионалом благодаря турниру в Анталии (Турция). В своем первом турнире он выиграл три матча в квалификации, а затем прошел весь путь до четвертьфинала. В своем первом матче основной сети Эрик победил австралийца Криса О’Коннелла, который сейчас входит в топ-200 ATP.
- В январе 2019, на своем втором турнире, сыгранном в Аннинге (Китай), Эрику удалось выиграть трофей, хотя он был допущен к турниру только в виде специального исключения из-за своего высокого рейтинга среди юниоров.
- В феврале 2019 года Эрик выиграл турнир 1-й категорий ITF среди юниоров в Казани (Россия), который считается неофициальным чемпионатом СНГ на твердом покрытии.[1] Победа в Казани была, пожалуй, его лучшим достижением среди юниоров.
- Играл в крупном международном турнире U-10 во Флориде, США, в Академии Боллетьери и занял второе место в одиночном разряде, а также выиграл парные и смешанные парные разряды.
- В 2019 году Эрик играл во всех четырех турнирах Большого шлема (Открытый чемпионат Австралии, Роллан Гаррос, Уимблдон и Открытый чемпионат США). В Роллан Гаррос и Уимблдоне он пробился во второй раунд в одиночном разряде, а в Роллан Гаррос он также вышел в полуфинал в парном разряде.
- В 2019 году Эрик был выбран капитаном, Андреем Медведевым, для игры в составе украинской сборной в рамках турнира, «Кубок Дэвиса», вместе с тремя другими опытными игроками в возрасте от 32 до 33 лет. Эрик имел предложения от других сборных, но выразил желание играть за Украину.[5]